# Patrimoni dell'umanità in pericolo
     6 siti
     5 siti
     4 siti
     3 siti
     2 siti
     1 sito

Mappa dei paesi in cui è presente almeno un patrimonio dell'umanità in pericolo.
Legenda:
6 siti
5 siti
4 siti
3 siti
2 siti
1 sito

La lista dei patrimoni dell'umanità in pericolo è un elenco compilato dall'UNESCO che raccoglie i siti patrimonio mondiali per la conservazione dei quali sono necessarie maggiori azioni di tutela. Questa lista ha lo scopo di aumentare la consapevolezza internazionale in merito alle minacce al patrimonio culturale e di incoraggiare adeguate contromisure conservative. I siti qui presenti possono essere attualmente sotto minaccia, oppure essere considerati potenzialmente a rischio per probabili pericoli futuri.
Nel caso dei siti naturali, i pericoli accertati includono l'importante calo della popolazione di una specie vulnerabile o in via di estinzione, il deterioramento della bellezza naturale o del valore scientifico di un ecosistema a causa di attività umani quali l'inquinamento dell'aria e dell'acqua, le estrazioni minerarie, l'agricoltura e la realizzazione di grandi opere pubbliche come dighe e vie di comunicazione.
I pericoli per i siti naturali e culturali possono includere i conflitti armati, lo sviluppo umano incontrollato, l'insufficiente manutenzione degli stessi siti o i cambiamenti dei proprietari o delle normative sulla tutela dei beni culturali nei vari Paesi.
Per quanto riguarda i soli siti culturali rientrano tra i pericoli le manifestazioni e i cambiamenti geologici, climatici o, più in generale, dell'ambiente in cui sono inseriti.
Prima che un sito possa essere inserito nella lista dei patrimoni dell'umanità in pericolo, le sue condizioni vengono attentamente valutate e viene sviluppata un'ipotesi di programma di misure di tutela in collaborazione con il governo locale. La decisione finale per l'iscrizione alla lista viene presa dal Comitato del patrimonio mondiale dell'UNESCO; l'organizzazione può stanziare dei fondi per contribuire a porre rimedio alle cause del rischio. Lo stato di conservazione del sito viene analizzato annualmente e il Comitato può decidere di richiedere ulteriori misure di tutela, cancellare il sito dalla lista dei patrimoni in pericolo, o cancellare il sito dalla lista dei patrimoni dell'umanità.
A luglio 2025 risultano iscritti alla lista dei patrimoni dell'umanità in pericolo 53 siti (14 naturali e 39 culturali).
Alcuni siti sono entrati nell'elenco dei patrimonio a rischio contestualmente al loro inserimento nella lista dei patrimoni dell'umanità, come ad esempio la città archeologica di Samarra.
In base alla suddivisione in regioni adottata dall'UNESCO, il maggior numero di siti a rischio si trova nei Paesi arabi (22 siti). Seguono Africa (12), Europa e Nordamerica (6), America Latina e Caraibi (4) e Asia e Pacifico (4).

## Elenco dei siti in pericolo
Mappa di tutte le coordinate nella sezione Elenco dei siti in pericolo: OpenStreetMap  · Bing (max 200) - Esporta: KML  · GeoRSS  · microformat  · RDF
Legenda
Nome: Nome del sito in italiano
Criteri: criteri UNESCO per i quali il sito è incluso nella lista dei patrimoni dell'umanità
Superficie: la superficie occupata dal sito (se disponibile), in km²
Anno: anno in cui il sito è entrato nella lista dei patrimoni dell'umanità
A rischio dal: anno in cui il sito è entrato nella lista dei patrimoni dell'umanità in pericolo
Motivo: le ragioni che hanno portato l'UNESCO a inserire il sito in questo elenco
     Patrimoni transfrontalieri
| Nome | Immagine | Luogo                                                                                           | Criteri                       | Superficie | Anno | A rischio dal  | Motivo | Note   |
| --- | -------- | ----------------------------------------------------------------------------------------------- | ----------------------------- | ---------- | ---- | -------------- | --- | ------ |
| Riserva naturale Aïr-Ténéré |          | Niger, Dipartimento di Arlit 18°17′N 8°00′E                                                     | Naturale: viii, ix, x         | 77 360     | 1991 | 1992           | Conflitti armati e instabilità civile nella regione; riduzione della popolazione faunistica e della copertura vegetativa. | [ 4 ]  |
| Antica città di Aleppo |          | Siria, Governatorato di Aleppo 36°14′00″N 37°10′00″E                                            | Culturale: iii, iv            | 3,64       | 1986 | 2013           | Guerra civile siriana. | [ 5 ]  |
| Antica città di Bosra |          | Siria, Governatorato di Dar'a 32°31′05″N 36°28′54″E                                             | Culturale: i, iii, vi         | –          | 1980 | 2013           | Guerra civile siriana. | [ 6 ]  |
| Antica città di Damasco |          | Siria, Governatorato di Damasco 33°30′41″N 36°18′23″E                                           | Culturale: i, ii, iii, iv, vi | 0,86       | 1979 | 2013           | Guerra civile siriana. | [ 7 ]  |
| Antichi villaggi della Siria settentrionale                                                                                         |          | Siria 36°20′03″N 36°50′39″E                                                                     | Culturale: iii, iv, v         | 0,12       | 2011 | 2013           | Guerra civile siriana. | [ 8 ]  |
| Sito archeologico di Cirene |          | Libia, Gebel el-Achdar 32°49′30″N 21°51′30″E                                                    | Culturale: ii, iii, vi        | –          | 1982 | 2016           | Seconda guerra civile in Libia. | [ 9 ]  |
| Sito archeologico di Leptis Magna                                                                                                   |          | Libia, Homs 32°38′18″N 14°17′35″E                                                               | Culturale: i, ii, iii         | –          | 1982 | 2016           | Seconda guerra civile in Libia. | [ 10 ] |
| Sito archeologico di Sabratha |          | Libia, Sabrata 32°48′19″N 12°29′06″E                                                            | Culturale: iii                | –          | 1982 | 2016           | Seconda guerra civile in Libia. | [ 11 ] |
| Assur (Qal'at Sherqat) |          | Iraq, Governatorato di Salah al-Din 35°27′24″N 43°15′45″E                                       | Culturale: iii, iv            | 0,7        | 2003 | 2003           | La realizzazione di un serbatoio idrico che avrebbe parzialmente inondato il sito è stata sospesa a causa della guerra in Iraq. Mancanza di adeguata tutela. | [ 12 ] |
| Zona archeologica di Chan Chan |          | Perù, Regione di La Libertad 8°06′40″S 79°04′30″W                                               | Culturale: i, iii             | 14,15      | 1986 | 1986           | Erosione naturale. | [ 13 ] |
| Coro e il suo porto |          | Venezuela, Falcón 11°25′N 69°40′W                                                               | Culturale: iv, v              | –          | 1993 | 2005           | Danni a numerosi strutture a causa di forti piogge tra novembre 2004 e febbraio 2005. Costruzione di una nuova passerella sulla spiaggia e di una porta d'accesso alla città, nella zona-cuscinetto, che potrebbe avere un notevole impatto sul valore del sito.                                                                        | [ 14 ] |
| Krak dei Cavalieri e Qal'at Salah El-Din                                                                                            |          | Siria, Governatorati di Homs e Laodicea 34°46′54″N 36°15′47″E                                   | Culturale: ii, iv             | 0,09       | 2006 | 2013           | Guerra civile siriana. | [ 15 ] |
| Panorama culturale e resti archeologici della Valle di Bamiyan                                                                      |          | Afghanistan, Provincia di Bamiyan 34°49′55″N 67°49′36″E                                         | Culturale: i, ii, iii, iv, vi | 1,59       | 2003 | 2003           | Fragile stato di conservazione a causa di abbandono, azioni militari ed esplosioni dinamitarde: rischio di crollo della nicchia di Buddha, deterioramento dei dipinti murali delle grotte, saccheggi e scavi non autorizzati. Distruzione da parte dei talebani delle statue, da loro considerate un abominio nei confronti dell'Islam. | [ 16 ] |
| East Rennell |          | Isole Salomone, Provincia di Rennell e Bellona 11°40′59″S 160°10′59″E                           | Naturale: ix                  | 370        | 1998 | 2013           | Danni al sito causati dall'industria del legname e dai suo effetti sull'ecosistema locale. | [ 17 ] |
| Parco nazionale delle Everglades |          | Stati Uniti, Florida 25°19′N 80°56′W                                                            | Naturale: viii, ix, x         | 5 929,2    | 1979 | 1993-2007 2010 | Danni causati dall'uragano Andrew e deterioramento del flusso d'acqua e della qualità ambientale a causa dello sviluppo agricolo e umano (1993). Prosecuzione del degrado del sito con conseguente perdita di habitat marino e declino delle specie acquatiche (2010).                                                                  | [ 18 ] |
| Fortificazioni caraibiche di Panamá: Portobelo-San Lorenzo                                                                          |          | Panama, Provincia di Colón 9°33′14″N 79°39′21″W                                                 | Culturale: i, iv              | –          | 1980 | 2012           | Fattori ambientali, mancanza di manutenzione e sviluppo urbano. | [ 19 ] |
| Parco nazionale di Garamba |          | RD del Congo, Provincia Orientale 4°00′N 29°15′E                                                | Naturale: vii, x              | 5 000      | 1980 | 1984-1992 1996 | Riduzione della popolazione del rinoceronte bianco settentrionale (1984). Bracconaggio di due rinoceronti bianchi, uccisione di tre guardie forestali e assenza di un piano di misure correttive da parte delle autorità (1996). | [ 20 ] |
| Hatra |          | Iraq, Governatorato di Ninawa 35°35′17.016″N 42°43′05.988″E                                     | Culturale: ii, iii, iv, vi    | 3,24       | 1985 | 2015           | Danni inflitti al sito da parte di gruppi armati. | [ 21 ] |
| Centro storico di Shahrisabz |          | Uzbekistan, Regione di Kashkadarya 39°03′00″N 66°50′00″E                                        | Culturale: iii, iv            | 2,4        | 2000 | 2016           | Distruzione di edifici dei dintorni medievali e continuo sviluppo urbano. | [ 22 ] |
| Centro storico di Vienna |          | Austria, Vienna 48°12′35″N 16°22′12″E                                                           | Culturale: ii, iv, vi         | 3,71       | 2001 | 2017           | Costruzione di un grattacielo la cui altezza modificherà il contesto architettonico di valore del sito. | [ 23 ] |
| Città storica di Zabid |          | Yemen, Governatorato di al-Hudayda 14°12′N 43°19′E                                              | Culturale: ii, iv, vi         | –          | 1993 | 2000           | Deterioramento degli edifici storici. | [ 24 ] |
| Isole e aree protette del Golfo di California                                                                                       |          | Messico, Bassa California, Bassa California del Sud, Sonora, Sinaloa e Nayarit 27°38′N 112°33′W | Naturale: vii, ix, x          | 6 885      | 2005 | 2019           | Estinzione imminente della vaquita, una focena endemica del golfo. | [ 25 ] |
| Parco nazionale di Kahuzi-Biega |          | RD del Congo, Province di Kivu Sud e Maniema 2°30′S 28°45′E                                     | Naturale: x                   | 6 000      | 1980 | 1997           | Deforestazione, caccia e guerra civile. | [ 26 ] |
| Parchi nazionali del Lago Turkana                                                                                                   |          | Kenya 3°03′08″N 36°30′13″E                                                                      | Naturale: viii, x             | 1 614      | 1997 | 2018           | Impatto della diga Gilgel Gibe III (Etiopia) sul flusso d'acqua del lago e sul suo ecosistema. | [ 27 ] |
| Parco nazionale Manovo-Gounda St. Floris                                                                                            |          | Rep. Centrafricana, Prefettura di Bamingui-Bangoran 9°00′N 21°30′E                              | Naturale: ix, x               | 17 400     | 1988 | 1997           | Pascolo illegale e bracconaggio; deterioramento della sicurezza. | [ 28 ] |
| Minareto e resti archeologici di Jam (nei pressi del fiume Hari Rud)                                                                |          | Afghanistan, Ghowr 34°23′48″N 64°30′58″E                                                        | Culturale: ii, iii, iv        | 0,7        | 2002 | 2002           | Assenza di tutela giuridica, mancanza di misure di tutela o piani di gestione, cattive condizioni del sito. | [ 29 ] |
| Monumenti medievali in Kosovo: Monastero di Dečani, Monastero patriarcale di Peć, Monastero di Gračanica e Nostra Signora di Ljeviš |          | / Kosovo 42°39′40″N 20°15′56″E                                                                  | Culturale: ii, iii, iv        | 0,03       | 2004 | 2006           | Assenza di gestione e tutela giuridica; instabilità politica. | [ 31 ] |
| Riserva naturale integrale del Monte Nimba                                                                                          |          | Costa d'Avorio, Guinea, Prefettura di Lola 7°36′N 8°23′W                                        | Naturale: ix, x               | 180        | 1981 | 1992           | Concessioni per l'estrazione del ferro nel sito e afflusso di un gran numero di profughi guineani. | [ 32 ] |
| Nan Madol: centro cerimoniale della Micronesia orientale                                                                            |          | Micronesia, Isola Temwen 6°50′23″N 158°19′51″E                                                  | Culturale: i, iii, iv, vi     | 0,77       | 2016 | 2016           | Continuo deposito di sedimenti che mina la stabilità delle strutture esistenti. | [ 33 ] |
| Riserva faunistica degli okapi |          | RD del Congo, Provincia Orientale 2°00′N 28°30′E                                                | Naturale: x                   | 13 726,25  | 1996 | 1997           | Saccheggio di alcune strutture del parco e uccisione di elefanti a causa di conflitti armati nei pressi del sito. | [ 34 ] |
| Città Vecchia di Gerusalemme e le sue mura                                                                                          |          | Distretto di Gerusalemme 31°46′36″N 35°14′03″E                                                  | Culturale: ii, iii, vi        | –          | 1981 | 1982           | Sviluppo urbano incontrollato. Generale deterioramento dello stato di conservazione a causa del turismo di massa e dell'assenza di manutenzione. | [ 36 ] |
| Città vecchia di Hebron/Al-Khalil                                                                                                   |          | Palestina, Governatorato di Hebron 31°31′27″N 35°06′32″E                                        | Culturale: ii, iv, vi         | 0,2        | 2017 | 2017           | | [ 37 ] |
| Città vecchia di Sana'a |          | Yemen, Governatorato di Sana'a 15°21′20″N 44°12′29″E                                            | Culturale: iv, v, vi          | –          | 1986 | 2015           | Guerra civile dello Yemen. Attacchi aerei sauditi sul sito. | [ 38 ] |
| Antico villaggio di Djenné |          | Mali, Djenné 13°54′23″N 4°33′18″W                                                               | Culturale: iii, iv            | –          | 1988 | 2016           | Mancanza di sicurezza nella regione. Stato di degrado del centro storico. Urbanizzazione ed erosione. | [ 39 ] |
| Vecchia città fortificata di Shibam                                                                                                 |          | Yemen, Governatorato di Hadramawt 15°55′36.984″N 48°37′36.012″E                                 | Culturale: iii, iv, v         | –          | 1982 | 2015           | Potenziali minacce dovute ai conflitti armati che aggravano i problemi di salvaguardia e di gestione già presenti nel sito. | [ 40 ] |
| Riserva della biosfera del Río Plátano                                                                                              |          | Honduras, La Mosquitia 15°44′40″N 84°40′30″W                                                    | Naturale: vii, viii, ix, x    | 3 500      | 1982 | 1996-2007 2011 | Disboscamento, pesca e occupazione del territorio. Bracconaggio e ridotta capacita delle autorità di gestire il sito. Presenza di trafficanti di droga. | [ 41 ] |
| Siti rupestri di Tadrart Acacus |          | Libia, Fezzan 24°50′00″N 10°20′00″E                                                             | Culturale: iii                | –          | 1985 | 2016           | Seconda guerra civile in Libia, presenza di gruppi armati, danni esistenti e probabili futuri danneggiamenti. | [ 42 ] |
| Città archeologica di Samarra |          | Iraq, Governatorato di Salah al-Din 34°12′N 43°52′E                                             | Culturale: ii, iii, iv        | 150,58     | 2007 | 2007           | Guerra in Iraq e mancanza di controllo da parte dello Stato sulla gestione e tutela del sito. | [ 43 ] |
| Sito archeologico di Palmira |          | Siria, Governatorato di Homs 34°33′15″N 38°16′00″E                                              | Culturale: i, ii, iv          | 0,003      | 1980 | 2013           | Guerra civile siriana. Presa del sito da parte dell'organizzazione terroristica dello Stato Islamico (ISIS), notoriamente iconoclasta. | [ 44 ] |
| Timbuctù |          | Mali, Regione di Timbuctù 16°46′24″N 2°59′58″W                                                  | Culturale: ii, iv, v          | –          | 1988 | 2012           | Minacce di distruzione da parte di gruppi integralisti islamici quali Al-Qaida nel Maghreb islamico, Ansar Dine e Boko Haram. Alcuni monumenti sono stati saccheggiati o distrutti. | [ 45 ] |
| Tomba di Askia |          | Mali, Gao 16°17′21.6″N 0°02′41.68″E                                                             | Culturale: ii, iii, iv        | 0,04       | 2004 | 2012           | Danneggiata da gruppi integralisti islamici quali Al-Qaida nel Maghreb islamico, Ansar Dine e Boko Haram. | [ 46 ] |
| Patrimonio della foresta tropicale di Sumatra                                                                                       |          | Indonesia, Sumatra 2°30′S 101°30′E                                                              | Naturale: vii, ix, x          | 25 951,24  | 2004 | 2011           | Bracconaggio, disboscamento illegale, invasione agricola e progetti di costruzione di strade che dovrebbero attraversare il sito. | [ 47 ] |
| Parco nazionale dei Virunga |          | RD del Congo, Province Orientale e del Kivu Nord 0°55′N 29°10′E                                 | Naturale: vii, viii, x        | 8 000      | 1979 | 1994           | Deforestazione e bracconaggio a causa dell'afflusso di rifugiati della Guerra civile in Ruanda. | [ 48 ] |
| Palestina: terra di oliveti e vigneti – Paesaggio culturale di Gerusalemme meridionale, Battir                                      |          | Palestina, Battir 31°43′11″N 35°07′50″E                                                         | Culturale: iv, v              | 3,49       | 2014 | 2014           | La barriera di separazione israeliana che può separare i contadini dai campi coltivati da secoli. | [ 49 ] |
| Città di Potosí |          | Bolivia, Dipartimento di Potosí 19°35′S 65°45′W                                                 | Culturale: ii, iv, vi         | –          | 1987 | 2014           | Degradazione del Cerro Rico a causa di continue estrazioni minerarie che vanno a rendere la montagna porosa e instabile. Alcune porzioni della sommità del Cerro sono crollate. | [ 50 ] |
| Riserva faunistica del Selous |          | Tanzania, Regioni di Pwani, Morogoro, Lindi, Mtwara e Ruvuma 9°00′S 37°24′E                     | Naturale: ix, x               | 51 200     | 1982 | 2014           | Minacce legate all'estrazione di minerali, petrolio e gas naturale e alla realizzazione di opere infrastrutturali. | [ 51 ] |
| Paesaggio minerario di Roșia Montană                                                                                                |          | Romania, Transilvania, Distretto di Alba 46°18′N 23°08′E                                        | Culturale: ii, iii, iv        | 3,41       | 2021 | 2021           | Minacce legate alla riattivazione delle attività estrattive. | [ 52 ] |
| Fiera internazionale Rashid Karame-Tripoli                                                                                          |          | Libano, Tripoli 34°26′16″N 35°49′27″E                                                           | Culturale: ii, iv             | 72         | 2023 | 2023           | Precario stato di conservazione e mancanza di fondi per la sua manutenzione. | [ 53 ] |
| Luoghi salienti dell'antico regno di Saba, Ma'rib                                                                                   |          | Yemen, Governatorato di Ma'rib 15°25′36.76″N 45°20′06.82″E                                      | Culturale: iii, iv            | 375,29     | 2023 | 2023           | Guerra civile yemenita. | [ 54 ] |
| Centro storico di Odessa |          | Ucraina, Odessa 46°29′11.22″N 30°44′29.81″E                                                     | Culturale: ii, iv             |            | 2023 | 2023           | Invasione russa dell'Ucraina. | [ 55 ] |
| Kiev: Cattedrale di Santa Sofia e relative costruzioni monastiche, Kyjevo-Pečers'ka Lavra                                           |          | Ucraina, Kiev 50°27′09.288″N 30°31′00.696″E                                                     | Culturale: i, ii, iii, iv     | 28,52      | 1990 | 2023           | Invasione russa dell'Ucraina. | [ 56 ] |
| Leopoli - il complesso del centro storico                                                                                           |          | Ucraina, Leopoli 49°50′29.868″N 24°01′55.128″E                                                  | Culturale: ii, iv             | 120        | 1998 | 2023           | Invasione russa dell'Ucraina. | [ 57 ] |
| Monastero di Sant'Ilarione/Tell Umm el-'Amr                                                                                         |          | Palestina, Dayr al-Balah 31°26′50.3″N 34°21′58.9″E                                              | Culturale: ii, iii, vi        | 1,3293     | 2024 | 2024           | Guerra di Gaza. | [ 58 ] |

## Elenco dei siti non più considerati in pericolo
Mappa di tutte le coordinate nella sezione Elenco dei siti non più considerati in pericolo: OpenStreetMap  · Bing (max 200) - Esporta: KML  · GeoRSS  · microformat  · RDF
Esistono diversi siti che in passato erano stati inseriti nella lista dei patrimoni dell'umanità in pericolo, ma che successivamente sono stati rimossi dopo miglioramenti nella loro gestione e conservazione. Il parco nazionale delle Everglades era considerato in pericolo dal 1993 al 2007, ma rientrò in lista nel 2010; la riserva della biosfera del Río Plátano era nella lista tra il 1996 e il 2007, ma fu reinserita nel 2011. Entrambi sono inclusi nell'attuale lista dei siti in pericolo (vedi sopra).
La Valle dell'Elba è uscita dalla lista nel 2009, anno in cui è stata cancellata anche dalla lista dei patrimoni dell'umanità.
Anche Liverpool è uscita dalla lista nel 2021, contestualmente alla sua rimozione dalla lista dei patrimoni dell'umanità.
| Nome                                                                                          | Immagine | Luogo                                                                                | Criteri                        | Superficie | Anno | Periodo a rischio   | Motivo | Note    |
| --------------------------------------------------------------------------------------------- | -------- | ------------------------------------------------------------------------------------ | ------------------------------ | ---------- | ---- | ------------------- | --- | ------- |
| Angkor                                                                                        |          | Cambogia, Provincia di Siem Reap 13°26′N 103°50′E                                    | Culturale: i, ii, iii, iv      | –          | 1992 | 1992-2004           | Iscrizione alla lista dei siti in pericolo inizialmente limitato a un periodo di tre anni (1993-1995) durante il quale sarebbero dovute essere stabilite efficaci misure di protezione e realizzati limiti fisici intorno al sito, insieme a interventi di conservazione e monitoraggio. Al momento dell'iscrizione la Cambogia era interessata da una guerra civile. | [ 59 ]  |
| Forte Bahla                                                                                   |          | Oman, Bahla 22°58′N 57°18′E                                                          | Culturale: iv                  | –          | 1987 | 1988-2004           | Degrado delle strutture in terra del forte e delle oasi di Bahla. | [ 60 ]  |
| Bam e il suo paesaggio culturale                                                              |          | Iran, Regione di Kerman 29°07′01″N 58°22′07″E                                        | Culturale: ii, iii, iv, v      | –          | 2004 | 2004-2013           | In seguito ai danni causati dal terremoto di Bam del 2003. | [ 61 ]  |
| Sistema della riserva naturale della Belize Barrier Reef                                      |          | Belize, Distretti di Stann Creek e Toledo 17°19′N 87°32′W                            | Naturale: vii, ix, x           | 963        | 1996 | 2009-2018           | Taglio di mangrovie ed eccessivo sviluppo umano. | [ 62 ]  |
| Luogo della nascita di Gesù: la Basilica della Natività e la Via del Pellegrinaggio, Betlemme |          | Palestina, Betlemme 31°42′16″N 35°12′27″E                                            | Culturale: iv, vi              | 0,03       | 2012 | 2012-2019           | Danni causati da infiltrazioni d'acqua. Sono in corso lavori di restauro per salvaguardare il sito. | [ 63 ]  |
| Butrinto                                                                                      |          | Albania, Distretto di Saranda 39°45′N 20°01′E                                        | Culturale: iii                 | 39,80      | 1992 | 1997-2005           | Danni causati dalle cattive gestione e manutenzione. | [ 64 ]  |
| Duomo di Colonia                                                                              |          | Germania, Colonia 50°56′29″N 6°57′29″E                                               | Culturale: i, ii, iv           | –          | 1981 | 1984-1988 2000-2006 | Progetto per la costruzione di un grattacielo che avrebbe minacciato l'integrità del bene. È uscito dalla lista dei patrimoni in pericolo in seguito alla cancellazione del progetto e all'introduzione di una fascia-cuscinetto. | [ 65 ]  |
| Cattedrale di Bagrati e monastero di Gelati                                                   |          | Georgia, Imerezia 42°15′44″N 42°42′59″E                                              | Culturale: iv                  | 0,08       | 1994 | 2010-2017           | Importante progetto di ricostruzione che porterà a interventi irreversibili che andranno a minare l'autenticità e l'integrità della cattedrale di Bagrati. | [ 66 ]  |
| Parco nazionale del Comoé                                                                     |          | Costa d'Avorio, Distretto di Zanzan 9°10′N 3°40′W                                    | Naturale: ix, x                | 11 500     | 1983 | 2003-2017           | Disordini civili, bracconaggio e mancanza di meccanismi di gestione efficaci. | [ 67 ]  |
| Santuario nazionale degli uccelli di Djoudj                                                   |          | Senegal, Biffeche 16°30′N 16°10′W                                                    | Naturale: vii, x               | 160        | 1981 | 1984-1988 2000-2006 | Minaccia a lungo termine dovuta al piano di realizzazione di una diga a valle (1984). È uscito dalla lista dei patrimoni in pericolo quando la fornitura di acqua per il parco è stata garantita dalla costruzione di una chiusa e dalla preparazione di un piano di gestione apposito. Nel 2000 viene reinserito a causa di minacce ambientali ed economiche dovute all'introduzione di specie infestanti quali Salvinia molesta e Pistia stratiotes e alla malagestione delle acque del parco. | [ 68 ]  |
| Città vecchia di Ragusa                                                                       |          | Croazia, Regione raguseo-narentana 42°38′25″N 18°06′30″E                             | Culturale: i, iii, iv          | 0,97       | 1979 | 1991-1998           | Guerra d'indipendenza croata. | [ 69 ]  |
| Fortezza e Giardini Shalamar a Lahore                                                         |          | Pakistan, Punjab 31°35′25″N 74°18′35″E                                               | Culturale: i, ii, iii          | –          | 1981 | 2000-2012           | Distruzione, nel 1999, di serbatoi d'acqua storici per l'ampliamento di una strada; deterioramento dei muri perimetrali del giardino. Il sito è stato inserito in questa lista su richiesta del governo pakistano. | [ 70 ]  |
| Isole Galápagos                                                                               |          | Ecuador, Provincia delle Galápagos 0°40′S 90°30′W                                    | Naturale: vii, viii, ix, x     | 140 665,14 | 1978 | 2007-2010           | Diverse minacce tra le quali l'insufficiente possibilità di prevenzione dell'introduzione di specie aliene, l'allocazione di risorse insufficienti per la conservazione e la gestione del parco, la presenza di un gran numero di immigrati clandestini, la crescita incontrollata del turismo, l'eccessiva pesca. | [ 71 ]  |
| Monumenti storici di Mtskheta                                                                 |          | Georgia, Mtskheta-Mtianeti 41°51′N 44°43′E                                           | Culturale: iii, iv             | 0,04       | 1994 | 2009-2016           | Preoccupazioni per la conservazione del sito. | [ 72 ]  |
| Gruppo monumentale di Hampi                                                                   |          | India, Distretto di Bellary 15°20′06″N 76°27′43″E                                    | Culturale: i, iii, iv          | 41,87      | 1986 | 1999-2006           | Parziale costruzione di due ponti sospesi all'interno delle aree archeologiche protette di Hampi che va a compromettere l'integrità e l'autenticità del sito. | [ 73 ]  |
| Raffinerie di salnitro di Humberstone e Santa Laura                                           |          | Cile, Regione di Tarapacá 20°12′30″S 69°47′40″W                                      | Culturale: ii, iii, iv         | 5,73       | 2005 | 2005-2019           | Fragilità delle strutture per mancanza di manutenzione per oltre 40 anni. Vandalismi, smantellamenti e saccheggi. | [ 74 ]  |
| Parco nazionale di Ichkeul                                                                    |          | Tunisia, Biserta 37°10′N 9°40′E                                                      | Naturale: x                    | 126        | 1980 | 1996-2006           | Costruzione di dighe che limitano il flusso di acqua dolce causando un aumento della salinità del lago e delle paludi vicine, nonché la riduzione della popolazione di uccelli migratori. | [ 75 ]  |
| Parco nazionale dell'Iguaçu                                                                   |          | Brasile, Paraná 25°41′S 54°26′W                                                      | Naturale: vii, x               | 1 700,86   | 1986 | 1999-2001           | Strada aperta illegalmente attraverso il parco; dighe sul fiume Iguazú e passaggi di elicottero. | [ 76 ]  |
| Valle di Katmandu                                                                             |          | Nepal, Valle di Katmandu 27°42′14″N 85°18′31″E                                       | Culturale: iii, iv, vi         | 1,67       | 1979 | 2003-2007           | Perdita totale o parziale degli elementi tradizionali di sei o sette zone monumentali e conseguente perdita generale di autenticità e di integrità dell'intero sito. | [ 77 ]  |
| Parco nazionale Los Katios                                                                    |          | Colombia, Dipartimenti di Antioquia e Chocó 7°40′00″N 77°00′00″W                     | Naturale: ix, x                | 720        | 1994 | 2009-2015           | Deforestazione, pesca illegale e bracconaggio. È stato rimosso dalla lista dei patrimoni in pericolo in seguito a significativi miglioramenti nella gestione del parco. | [ 78 ]  |
| Santuario naturale di Manas                                                                   |          | India, Assam 26°30′N 91°51′E                                                         | Naturale: vii, ix, x           | 391        | 1985 | 1992-2011           | Bracconaggio, danni alle infrastrutture del parco e diminuzione della popolazione di alcune specie (in particolare rinoceronte indiano) in seguito all'invasione, da parte di militanti, della tribù Bodo nel 1992. | [ 79 ]  |
| Regione naturale e storico-culturale delle Bocche di Cattaro                                  |          | Montenegro, Bocche di Cattaro e territorio circostante 42°29′N 18°42′E               | Culturale: i, ii, iii, iv      | 146        | 1979 | 1979-2003           | Danni causati dal terremoto del 15 aprile 1979. | [ 80 ]  |
| Area di conservazione di Ngorongoro                                                           |          | Tanzania, Regione di Arusha 3°11′S 35°32′E                                           | Naturale: iv, vii, viii, ix, x | 8 094,40   | 1978 | 1984-1989           | Declino dello stato di conservazione. | [ 81 ]  |
| Parco nazionale dei laghi di Plitvice                                                         |          | Croazia, Regione della Lika e di Segna 44°53′N 15°37′E                               | Naturale: vii, viii, ix        | 294,82     | 1979 | 1992-1997           | Potenziale minaccia a causa della guerra d'indipendenza croata. | [ 82 ]  |
| Terrazzamenti di Banaue nella Cordigliera filippina                                           |          | Filippine, Provincia di Ifugao 16°55′N 121°03′E                                      | Culturale: iii, iv, v          | 5 000      | 1995 | 2011-2012           | Assenza di monitoraggio sistematico e di un piano di gestione del sito. | [ 83 ]  |
| Palazzi reali di Abomey                                                                       |          | Benin, Dipartimento di Zou 7°11′26″N 1°59′36″E                                       | Culturale: iii, iv             | 0,48       | 1985 | 1985-2007           | Generale stato di deterioramento dovuto agli agenti atmosferici e opere di restauro inadeguate che minano l'integrità del sito. | [ 84 ]  |
| Parco nazionale dei Monti Rwenzori                                                            |          | Uganda, Distretti di Bundibugyo, Kabarole e Kasese 0°13′N 29°55′E                    | Naturale: vii, ix              | 996        | 1994 | 1999-2004           | Condizioni di scarsa sicurezza e assenza di controllo in una parte importante del parco. | [ 85 ]  |
| Parco nazionale di Sangay                                                                     |          | Ecuador, Province del Chimborazo, di Morona-Santiago e del Tungurahua 1°50′S 78°20′W | Naturale: vii, viii, ix, x     | 2 719,25   | 1983 | 1992-2005           | Intenso bracconaggio, pascolo illegale e potenziale minaccia di un progetto per la realizzazione di nuove strade. | [ 86 ]  |
| Parco nazionale del Semien                                                                    |          | Etiopia, Regione degli Amara 13°11′N 38°04′E                                         | Naturale: vii, x               | 136        | 1978 | 1996-2017           | Deterioramento della popolazione degli stambecchi del Semien. | [ 87 ]  |
| Riserva naturale di Srebărna                                                                  |          | Bulgaria, Distretto di Silistra 44°06′50″N 27°04′40″E                                | Naturale: x                    | 6,38       | 1983 | 1992-2003           | Prevenzione delle inondazioni stagionali e uso agricolo del territorio che causano la diminuzione o la scomparsa di acqua e delle popolazioni di passeriformi. | [ 88 ]  |
| Tipasa                                                                                        |          | Algeria, Provincia di Tipasa 36°33′24″N 2°23′00″E                                    | Culturale: iii, iv             | 0,52       | 1982 | 2002-2006           | Manutenzione inadeguata che intacca l'integrità del sito e della zona circostante. | [ 89 ]  |
| Città-fortezza di Baku con il Palazzo degli Shirvanshah e la Torre della Vergine              |          | Azerbaigian, Baku 40°21′58.9″N 49°50′07″E                                            | Culturale: iv                  | 0,21       | 2000 | 2003-2009           | Terremoto. | [ 90 ]  |
| Miniera di sale di Wieliczka                                                                  |          | Polonia, Distretto di Wieliczka 49°58′45″N 20°03′50″E                                | Culturale: iv                  | 11,05      | 1978 | 1989-1998           | Problemi di umidità. | [ 91 ]  |
| Parco nazionale di Yellowstone                                                                |          | Stati Uniti, Wyoming, Montana e Idaho 44°30′N 110°50′W                               | Naturale: vii, viii, ix, x     | 89 8349    | 1978 | 1995-2003           | Pericoli accertati per la trota fario di Yellowstone. Perdite di acque reflue e contaminazione di rifiuti in alcune zone del parco. Potenziali minacce per attività estrattive passate e proposte. Proposta di un programma di controllo per l'eradicazione della brucellosi nelle mandrie di bisonti. | [ 92 ]  |
| Rovine di Kilwa Kisiwani e rovine di Songo Mnara                                              |          | Tanzania, Distretto di Kilwa 8°57′28″S 39°31′22″E                                    | Culturale: iii                 | –          | 1981 | 2004-2014           | Continuo deterioramento del sito a causa di vari agenti come l'erosione o la presenza di piante infestanti. | [ 93 ]  |
| Parco nazionale di Salonga                                                                    |          | RD del Congo, Province di Bandundu ed Equatore 2°00′S 21°00′E                        | Naturale: vii, ix              | 36 000     | 1984 | 1999-2021           | Rottura dell'ordine civile. | [ 94 ]  |
| Liverpool, città mercantile marittima                                                         |          | Regno Unito, Liverpool, Inghilterra 53°24′24″N 2°50′40″W                             | Culturale: ii, iii, iv         | 1,36       | 2004 | 2012-2021           | Progetto di riqualificazione della zona portuale storica noto come "Liverpool Waters". | [ 95 ]  |
| Tombe di Kasubi dei re del Buganda a Kasubi                                                   |          | Uganda, Distretto di Kampala 0°19′45″N 32°33′12″E                                    | Culturale: i, iii, iv, vi      | 0,27       | 2001 | 2010-2023           | Distruzione del Muzibu Azaala Mpanga, l'edificio principale del sito, a causa di un incendio nel marzo 2010. | [ 96 ]  |
| Parco nazionale di Niokolo-Koba                                                               |          | Senegal, Regioni di Tambacounda e Kédougou 13°00′N 12°40′W                           | Naturale: x                    | 9 130      | 1981 | 2007-2024           | Degrado del sito, calo della popolazione di mammiferi, problemi di gestione e impatto negativo del progetto di una diga sul fiume Gambia. | [ 97 ]  |
| Abu Mena                                                                                      |          | Egitto, Abusir 30°50′30″N 29°39′50″E                                                 | Culturale: iv                  | 1,83       | 1979 | 2001-2025           | Frane causate dal dilavamento dell'argilla superficiale quando entra in contatto con eccessive precipitazioni. | [ 98 ]  |
| Foreste pluviali di Atsinanana                                                                |          | Madagascar, Madagascar orientale 14°28′S 49°42′E                                     | Naturale: ix, x                | 4 796,61   | 2007 | 2010-2025           | Disboscamento illegale e caccia di lemuri in via di estinzione. | [ 99 ]  |
| Antico villaggio di Gadames                                                                   |          | Libia, Gadames 30°08′00″N 9°30′00″E                                                  | Culturale: v                   | –          | 1986 | 2016-2025           | Seconda guerra civile in Libia, presenza di gruppi armati, danni esistenti e probabili futuri danneggiamenti. | [ 100 ] |